# Alpinia stachyodes
Alpinia stachyodes är en enhjärtbladig växtart som beskrevs av Henry Fletcher Hance. Alpinia stachyodes ingår i släktet Alpinia och familjen Zingiberaceae. Inga underarter finns listade i Catalogue of Life.